# Rainsville, Alabama
Rainsville là một thành phố thuộc quận DeKalb, tiểu bang Alabama, Hoa Kỳ. Dân số năm 2009 là 5041 người, mật độ đạt 95 người/km².